# 稻垣藤兵衛
稻垣藤兵衛（1892年3月10日—1955年）為日本京都人，曾在日治時代的台灣從事社會運動及社會福利工作，二次大戰後回到日本。

## 生平
稻垣藤兵衛於1892年3月10日出生於日本京都。1914年於同志社大學政治經濟部選科經濟科（專門學校課程）畢業，同年到台灣。同志社大學的「良心教育」、「基督教主義」、「自由主義」與「國際主義」等思想影響稻垣藤兵衛甚深。1916年在台北大稻埕港町二町目成立人類之家（日語：セツルメント人類之家）幫助窮人，其兒童部為稻江義塾（日語：稲江義塾 いなえぎじゅく），提供台灣兒童教育，並提供兒童收容所。後參加農民運動及提倡娼妓自由廢業。1927年參與無政府主義團體「孤魂連盟」的創立。二次大戰後，於1947年被中華民國政府遣返日本。病死於1955年。

## 外部鏈結
- 「人類的使徒」稻垣藤兵衛附年表 - 台灣文學資料館
- 「人類之家」和「稻江義塾」創辦人 稻垣藤兵衛– 大稻埕紀行
- 台灣早期睦鄰運動 （页面存档备份，存于）